# Cetreliopsis
Cetreliopsis is een geslacht van korstmossen dat behoort tot de orde Lecanorales van de ascomyceten. De typesoort is Cetreliopsis rhytidocarpa.

## Soorten
Volgens Index Fungorum telt het geslacht vier soorten (peildatum maart 2023):
| Soortnaam                   | Auteur(s)                       | Publicatiejaar |
| --------------------------- | ------------------------------- | -------------- |
| Cetreliopsis asahinae       | (M. Satô) Randlane & A. Thell   | 1995           |
| Cetreliopsis endoxanthoides | (D.D. Awasthi) Randlane & Saag  | 1995           |
| Cetreliopsis hypotrachyna   | (Müll. Arg.) Randlane & Saag    | 2003           |
| Cetreliopsis rhytidocarpa   | (Mont. & Bosch) Randlane & Saag | 1980           |